# 다투 시카투나
다투 시카투나(Datu Sikatuna)는 필리핀 보홀섬의 다투(최고 지도자)였다. 그의 실제 이름은 카투나(Katuna)였지만, 그의 이름에 필리핀어의 주격 시(Si)가 붙어서 불리는 이름이다. 그는 1565년 3월 16일 오늘날의 로아이 타운 근처에서 스페인 탐험가 미겔 로페스 데 레가스피와 산두고라고 불리는 피의 협약과 동맹을 맺었다.
타그빌라란의 보홀 구에 위치한 〈산두고 피의 협약지〉(The Sandugo Blood Compact Site)라는 기념비가이다.

## 같이 보기
- 필리핀의 역사